# Kangaroo
Kangaroo – seria transporterów opancerzonych konstrukcji kanadyjskiej z okresu II wojny światowej, powstałych w wyniku przebudowy podwozi dział samobieżnych M7 Priest, czołgów Ram i M4 Sherman, a w mniejszych ilościach także Churchill i Centaur.
Pojazdy Kangaroo znacznie różniły się od pozostałych transporterów opancerzonych używanych przez wojska alianckie podczas wojny, takich jak Universal Carrier czy M3 Halftrack. Dzięki temu, że budowano je na bazie czołgów oraz dział samobieżnych posiadały silne opancerzenie i charakteryzowały się podobnymi do czołgów właściwościami jezdnymi, a w związku z tym mogły współdziałać z nimi na polu walki, stając się niejako pierwowzorem współczesnych transporterów opancerzonych.

## Historia

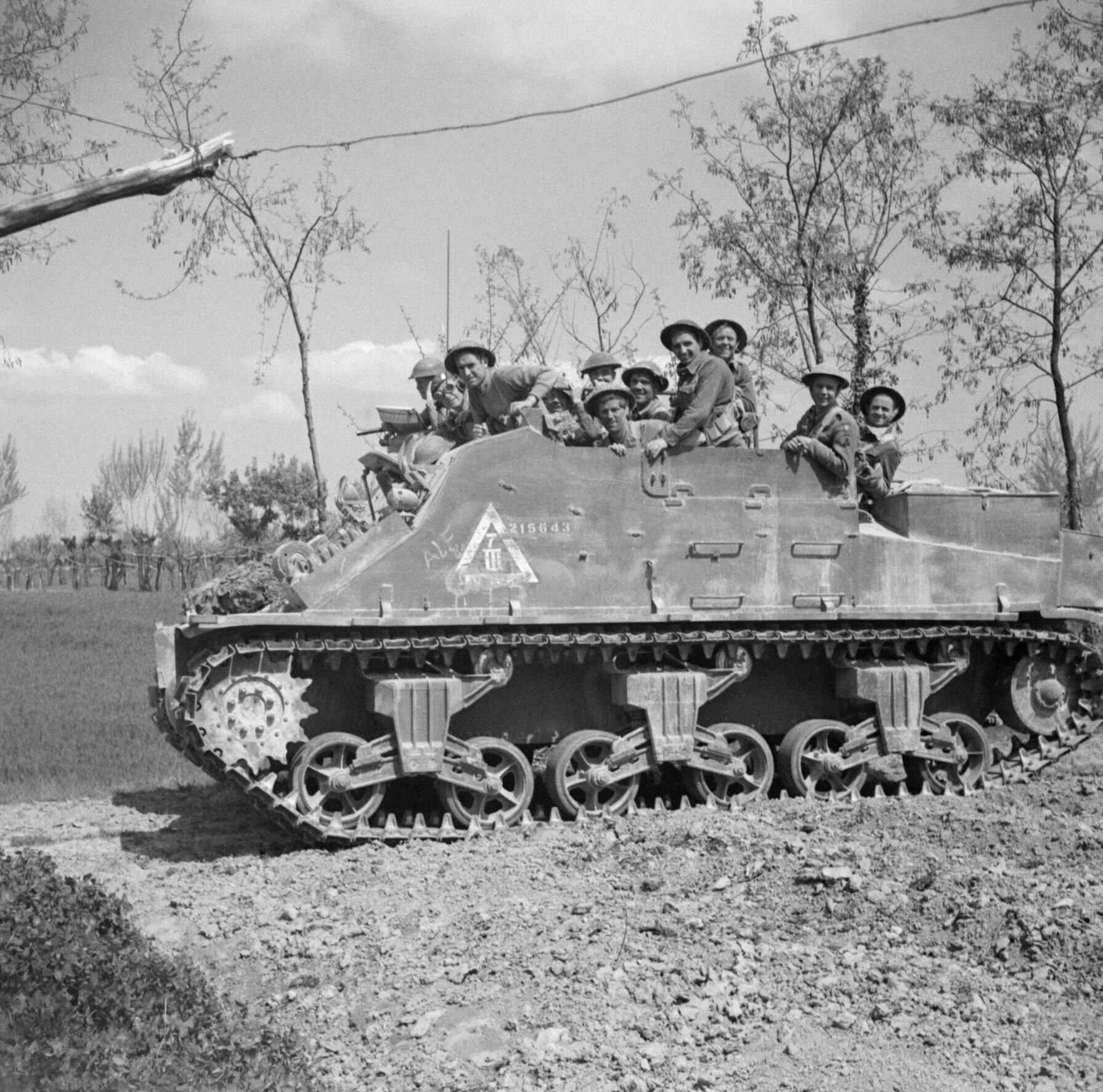
Priest Kangaroo należący do armii brytyjskiej, front włoski, 1945

31 lipca 1944 roku dowództwo 1 Armii Kanadyjskiej podjęło decyzję o przebudowie posiadanych dział samobieżnych M7 Priest na transportery opancerzone. Wyprodukowane w Stanach Zjednoczonych pojazdy M7, które jeszcze miesiąc wcześniej brały udział w walkach w Normandii, zostały do tego czasu zastąpione działami samobieżnymi Sexton, przystosowanymi do używanej przez Brytyjczyków amunicji 25-funtowej. W ciągu siedmiu dni w warsztacie polowym zorganizowanym w pobliżu miasta Bayeux (nazwa kodowa warsztatu brzmiała „Kangaroo”, stąd przydomek pojazdów – Priest Kangaroo) dokonano przebudowy 78 pojazdów, polegającej na usunięciu haubicy kalibru 105 mm, przyspawaniu w jej miejsce pancerza, modyfikacji silnika, układu hamulcowego i przeniesienia napędu. Uzbrojenie pojazdu stanowił karabin maszynowy M2 kalibru 12,7 mm.
Pojazdy przeszły chrzest bojowy 7 sierpnia, podczas operacji Totalize. Liczba pojazdów szybko okazała się niewystarczająca, w związku z czym podjęto decyzję o przebudowie kolejnych pojazdów – czołgów Ram II, które jeszcze przed lądowaniem w Normandii w wojskach kanadyjskich zostały zastąpione czołgami Sherman i znajdowały się w dużej ilości na terenie Wielkiej Brytanii, gdzie wykorzystywano je do zadań szkoleniowych. Z czołgów usunięto wieże i przeorganizowano ich wnętrze, w którym mieściła się dwuosobowa załoga oraz do jedenastu pasażerów. Pojazd wyposażony był w pojedynczy karabin maszynowy Browning M1919 kalibru 7,62 mm. Pierwsze transportery Ram Kangaroo trafiły na front w drugiej połowie sierpnia 1944 roku. Pojazdy były używane przez 1 Kanadyjski Pułk Transporterów Opancerzonych oraz 49 Królewski Pułk Czołgów, które wchodziły w skład 79 Dywizji Pancernej (znanej z używania wielu niekonwencjonalnych pojazdów, tzw. „dziwadeł Hobarta”).
Pojazdy były wykorzystywane również na froncie włoskim, gdzie do ich budowy wykorzystano podwozia czołgów M4 Sherman (Sherman Kangaroo) oraz haubice M7 Priest.